# Ruta 25 (Álbum de La 25)
Ruta 25 es el cuarto álbum de estudio y el primer álbum de vivo de la banda de rock argentina La 25. El discográfico sale a la venta en el año 2005 con 12 temas registrados en vivo (uno por cada show) y 3 en estudio. Además, es presentado en el estadio Luna Park.

## Lista de canciones
| N.º     | Título                                                                          | Duración |  |
| 1.      | «Estrella, estrella (En Vivo)» (Mauricio Lescano)                               | 4:54     |  |
| 2.      | «Sucia Mujer (En Vivo)» (Mauricio Lescano)                                      | 3:54     |  |
| 3.      | «Hacelo de Nuevo (En Vivo)» (Mauricio Lescano)                                  | 3:41     |  |
| 4.      | «Dando Vueltas (En Vivo)» (Mauricio Lescano - Marcos Lescano)                   | 7:27     |  |
| 5.      | «Mil canciones (En Vivo)» (Mauricio Lescano)                                    | 6:17     |  |
| 6.      | «Cosas Viejas (En Vivo)» (Mauricio Lescano)                                     | 4:39     |  |
| 7.      | «Vicios y rock and roll (En Vivo)» (Mauricio Lescano)                           | 2:27     |  |
| 8.      | «Volver a Casa (En Vivo)» (Marcos Lescano - Mauricio Lescano - Alejandro Ender) | 5:15     |  |
| 9.      | «Barrio Viejo (En Vivo)» (Mauricio Lescano)                                     | 5:35     |  |
| 10.     | «Quiero 25» (Mauricio Lescano - Pablo Poncharelo - Hugo Rodríguez)              | 4:13     |  |
| 11.     | «Encerrado Estoy (En Vivo)» (Mauricio Lescano)                                  | 2:36     |  |
| 12.     | «Solo Voy (En Vivo)» (Mauricio Lescano)                                         | 9:35     |  |
| 13.     | «10 Mandamientos» (Mauricio Lescano)                                            | 5:25     |  |
| 14.     | «De Estación a Estación» (Mauricio Lescano)                                     | 2:37     |  |
| 15.     | «Ruta 25» (Mauricio Lescano)                                                    | 4:49     |  |
| 1:13:32 |                                                                                 |          |  |

## Músicos
- Mauricio "Junior" Lescano: voz y guitarras
- Marcos Lescano: guitarras y coros
- Hugo Rodríguez: guitarras y coros
- Pablo "Ponch" Poncharello: bajo
- Alejandro "Mingo" Ender: batería